# Ибераккерн
Ибераккерн (нем. Überackern) — коммуна (нем. Gemeinde) в Австрии, в федеральной земле Верхняя Австрия.
Входит в состав округа Браунау-на-Инне.  Население составляет 648 человек (на 1 января 2007 года). Занимает площадь 27 км². Официальный код  —  40445.

## Политическая ситуация
Бургомистр коммуны — Хорст Пач (СДПА) по результатам выборов 2003 года.
Совет представителей коммуны (нем. Gemeinderat) состоит из 13 мест.
- АНП занимает 6 мест.
- СДПА занимает 5 мест.
- АПС занимает 2 места.